# Taraxacum sect. Ruderalia
Section
Classification phylogénétique
Ruderalia est une section de plantes à fleurs du genre Taraxacum et de la famille des Asteraceae. C'est un ensemble d'espèces de plantes très proches les unes des autres. On les désigne couramment sous le nom vernaculaire de « pissenlit commun » ou de « pissenlit officinal ». Cette section regroupe les espèces sans doute les plus connues du genre Taraxacum. La distinction de chaque espèce par rapport à une autre est pourtant ardue, même pour une personne avertie. Comme leur reproduction est essentiellement apomictique, certains auteurs considèrent d'ailleurs qu'il n'y pas lieu de distinguer des espèces parmi ces populations.
Les espèces de cette section correspondent plus ou moins aux espèces autrefois classées au sein de l'agrégat de nom scientifique Taraxacum officinale aggr.

## Description

### Habitat et floraison
On retrouve ces espèces à peu près partout : prairie, chemin sur sol assez frais, lieux herbeux de toute nature, bord de mer, lieux montagneux, également en haut des vieux murs, dans la pierraille. C'est une section extrêmement commune partout dans le monde.

### Racine, tige, feuilles

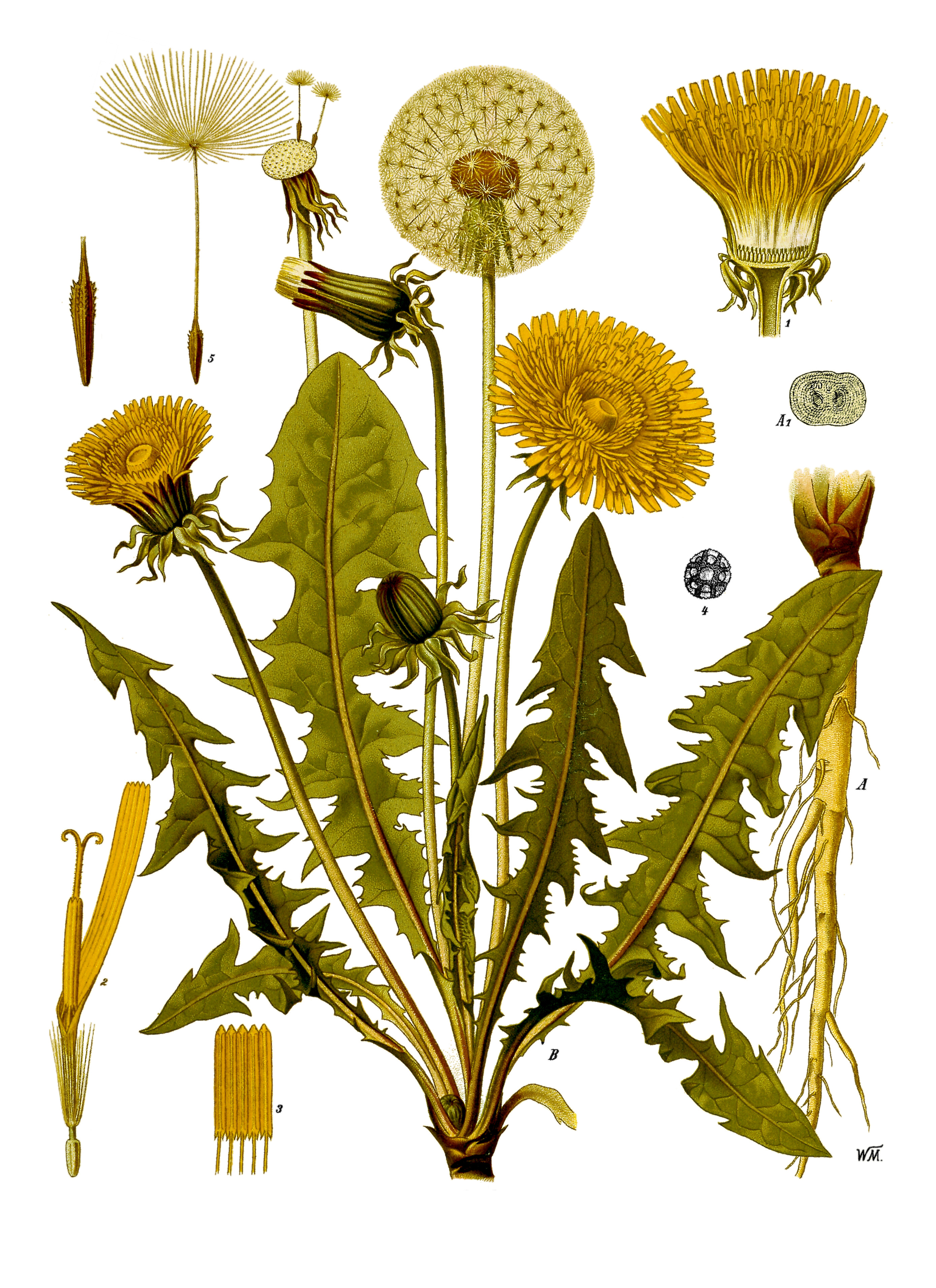
Dessin botanique.

- Ce sont des plantes herbacées, vivaces grâce à sa forte racine pivotante. Elles sont monoïques.
- Les feuilles forment une rosette à la base de la plante. Celles-ci sont lisses (ou duveteuses, parfois même piquantes), décurrentes, à contour lancéolé, pennatipartites. Les limbes sont à lobes larges, profondément découpés en lobes aigus à pointe tournée vers la base (d'où le nom de dent-de-lion). La plante est hémicryptophyte, donc la rosette reste au ras du sol durant l'hiver.
- La tige mesure de 0 à 50 cm de haut et porte l'inflorescence. Une telle variation de la taille de la tige (non proportionnelle au diamètre de l'inflorescence) est explicable par la capacité d'accommodat des différentes espèces. Un même individu, d'un même patrimoine génétique, aura une tige courte sur un bord de mer très venté, mais pourra avoir une tige très longue sur un terrain abrité.

Il en va de même pour l'épaisseur des feuilles et leur aspect, selon que la plante est susceptible d'être piétinée ou non.
La variation dépend également des espèces elles-mêmes.
La tige est une hampe nue et creuse.
- Si l'on casse la tige, la racine ou certaines feuilles, un lait s'écoule. C'est en fait un latex.

### L'inflorescence: le capitule

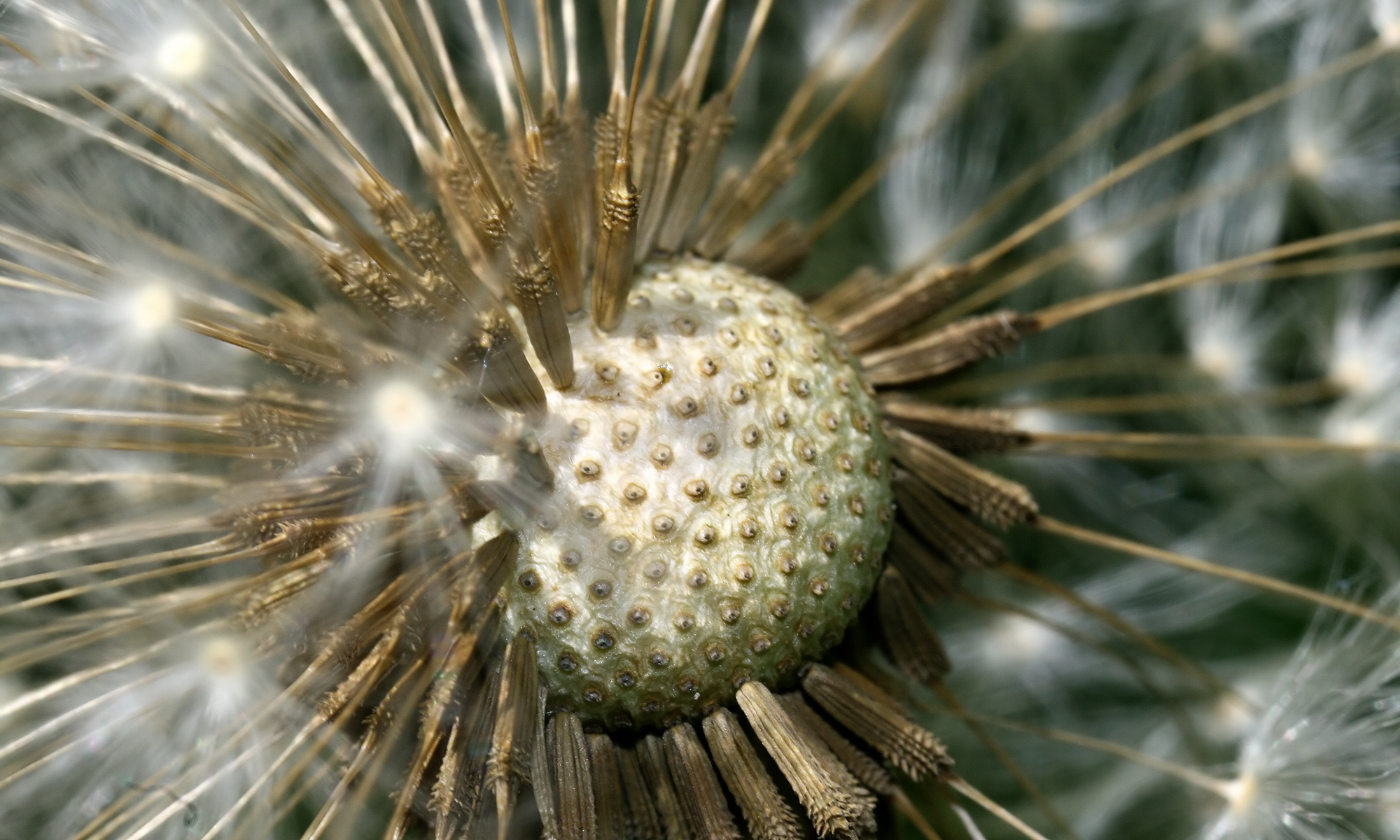
Gros plan d’un capitule d'un pissenlit dit commun, à maturité.

Comme les autres espèces du genre Taraxacum, ce qu'on appelle couramment la fleur, est en fait un capitule de fleurs. Il n'y a qu'un seul gros capitule à l'extrémité de la hampe nue et creuse, avec 200 véritables fleurs au maximum par inflorescence.
Les fleurs sont essentiellement de couleur jaune et ce sont des fleurons en tube (gamopétales) ligulé. Elles forment des capitules, dont le réceptacle est entouré d'un involucre formé de plusieurs rangs de bractées. Ces capitules sont portés par des tiges creuses, portant chacune un seul capitule.

### Le fruit
Les fruits sont des akènes ovoïdes blonds à rougeâtres, marqués par de petites dents au sommet et avec un bec très long, surmonté d'une aigrette blanche en forme de parachute à l'envers. L'ensemble des fruits d'un capitule forme une boule qui s'éparpille au moindre vent (C'est le symbole des éditions Larousse dont la devise est « je sème à tous vents »). La dissémination des graines est par conséquent anémochore.

### Un cas d'apomixie
La reproduction de ces espèces ne résulte pas d'une fécondation, mais d'une apomixie, c'est-à-dire d'une formation de l'embryon à partir d'une cellule diploïde de l'ovule, déclenchée par le pollen (dont le matériel génétique ne participe donc pas au futur embryon). Ce phénomène est rare chez les angiospermes[réf. nécessaire].
Malgré l'absence de fécondation, ces espèces, qui attirent abeilles et autres butineurs pour leur pollen et leur nectar, ont peut-être besoin d'insectes pour que la pollinisation déclenche l'apomixie.
Ce mode de reproduction explique pourquoi on observe un si grand polymorphisme chez des plantes même voisines. Cette diversité résulte de mutations et se maintient, alors que chez les plantes se reproduisant par fécondation, elle est généralement atténuée par le brassage des patrimoines génétiques. Cette diversité rend la classification du Taraxacum très difficile : pour certains auteurs, il y a une dizaine d'espèces dans le genre Taraxacum, pouvant être très polymorphes grâce à la faculté d'accommodat, d'autres auteurs annoncent 2000 à 4000 espèces.
La section Ruderalia est parmi les sections les plus problématiques de ce point de vue.

## Synonymes
- Taraxacum officinale Weber ex F.H.Wigg. agg.
- Taraxacum dens-leonis Desf. (Nom vague dont on peut penser qu'il est synonyme de plusieurs espèces de la section)

## Galerie

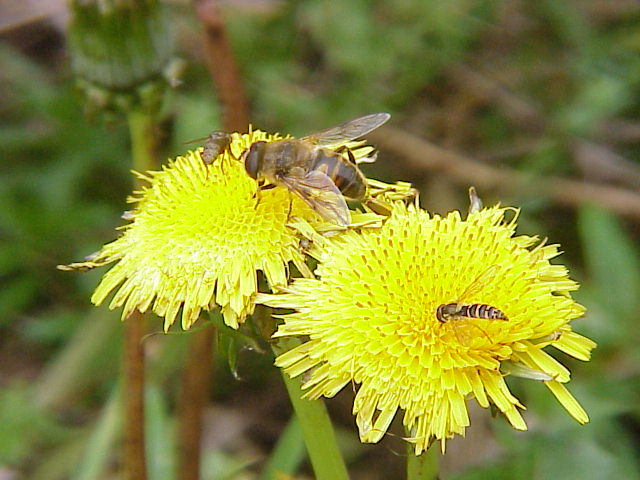
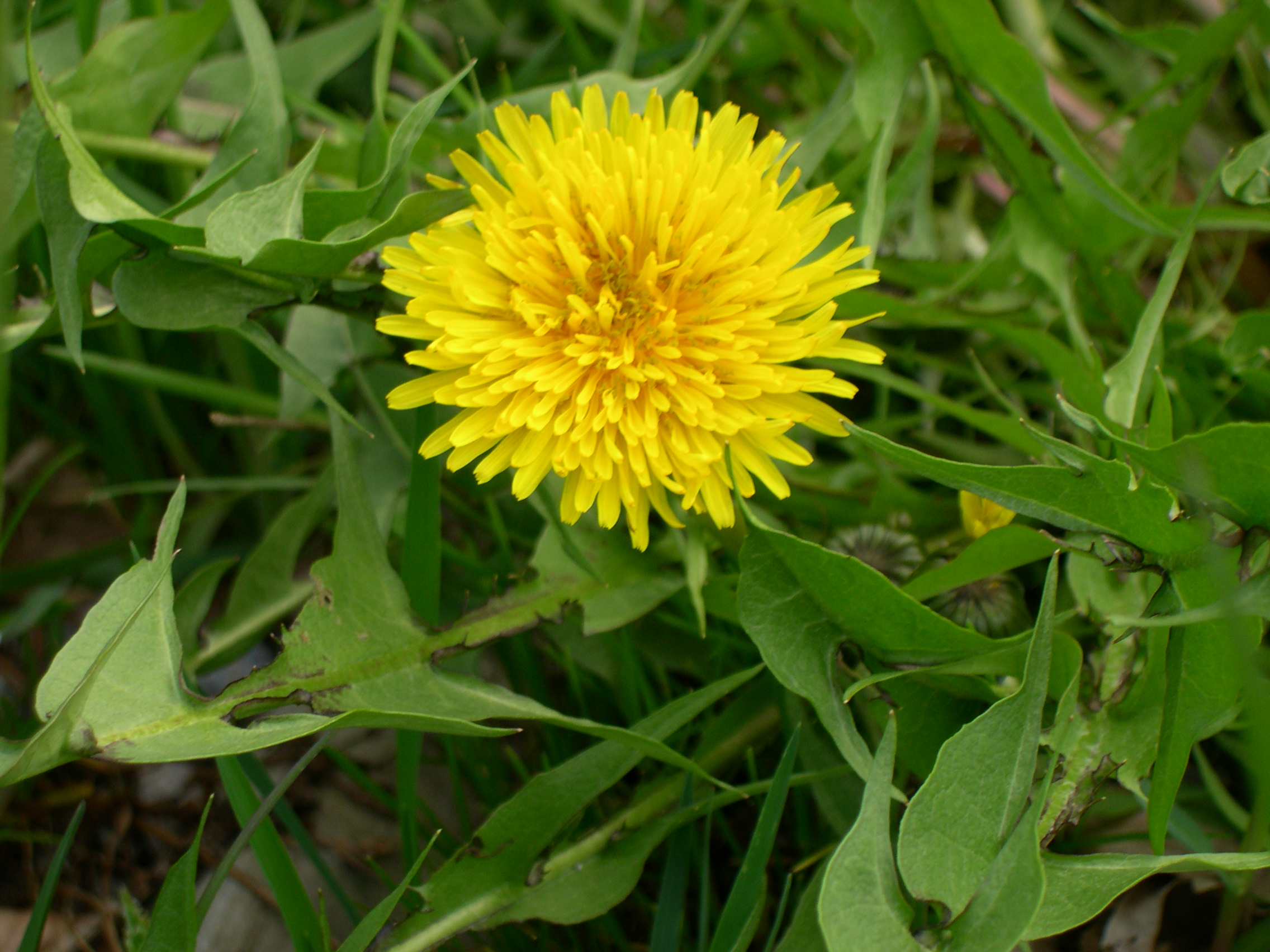
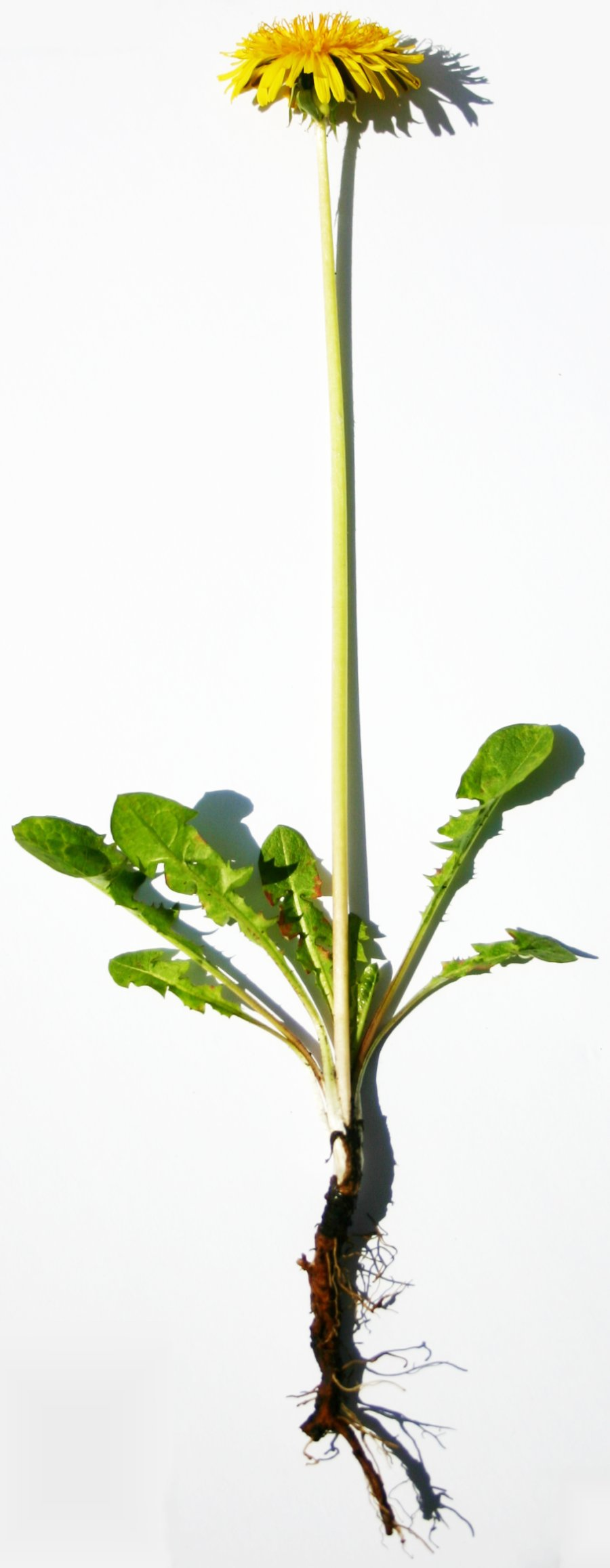
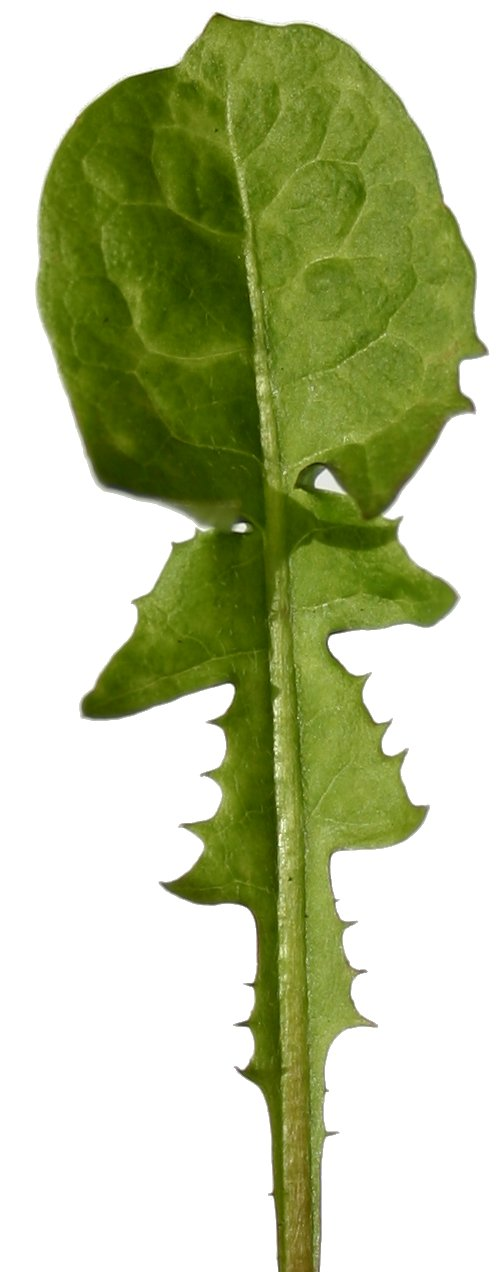
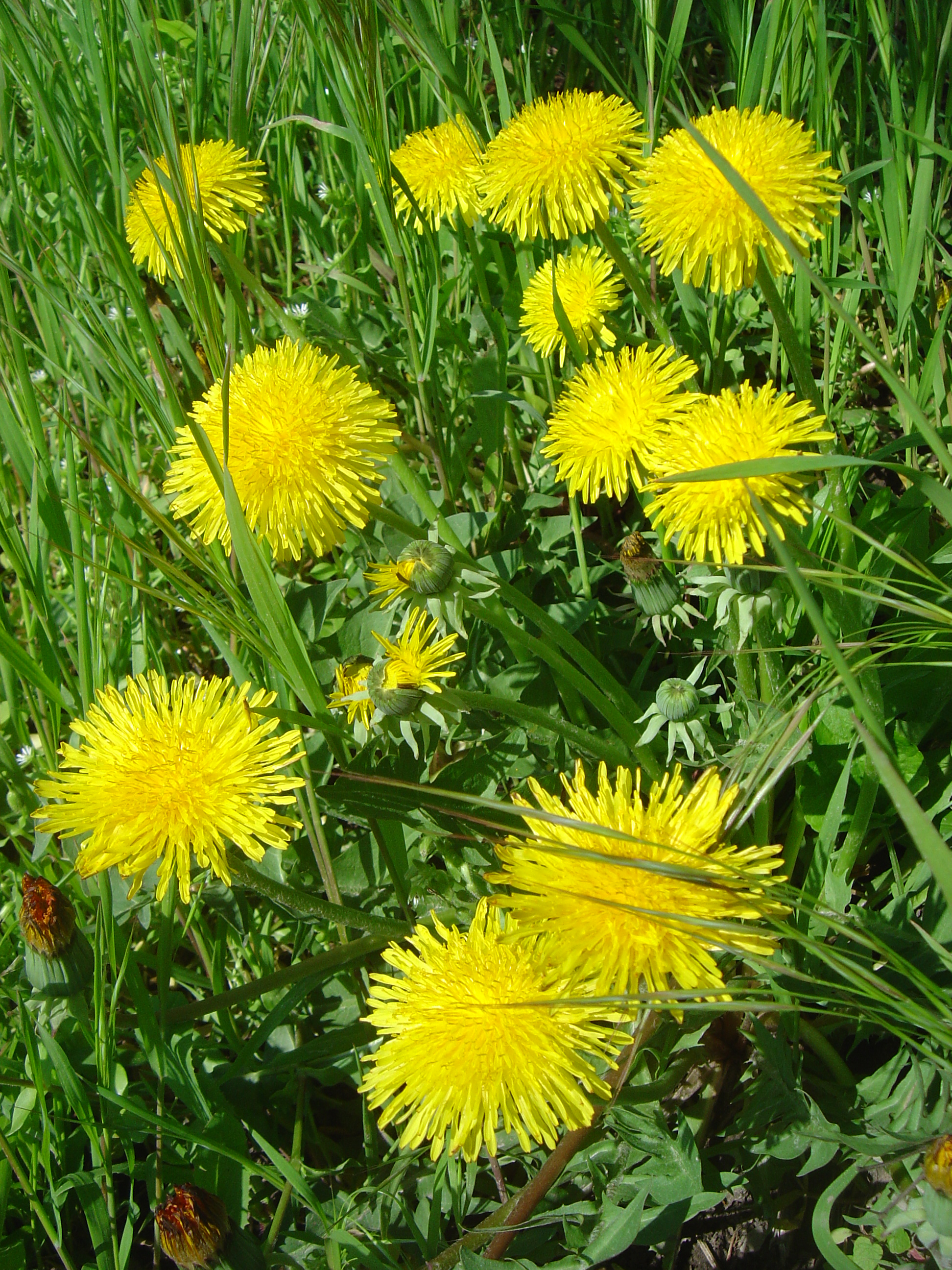
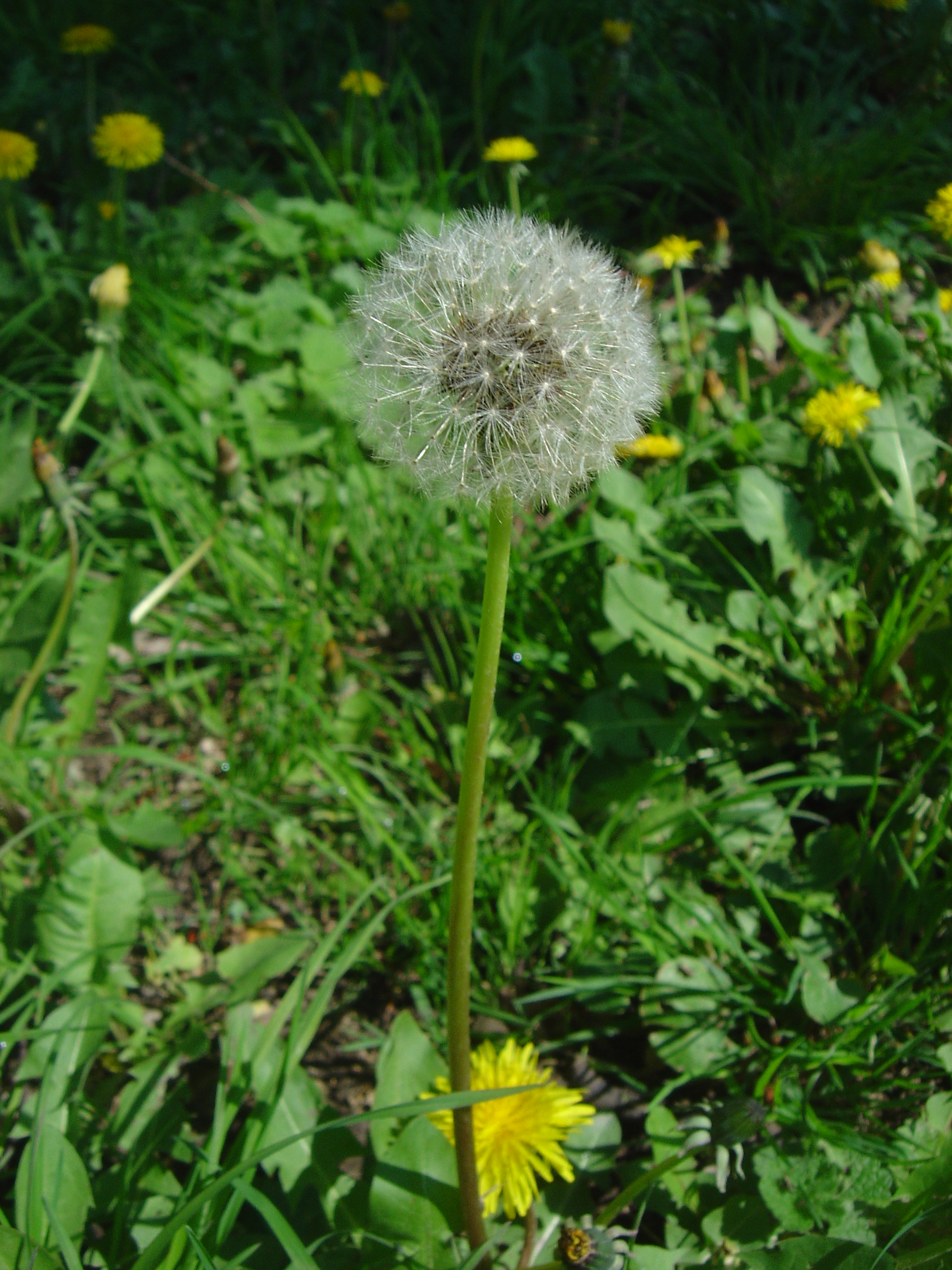
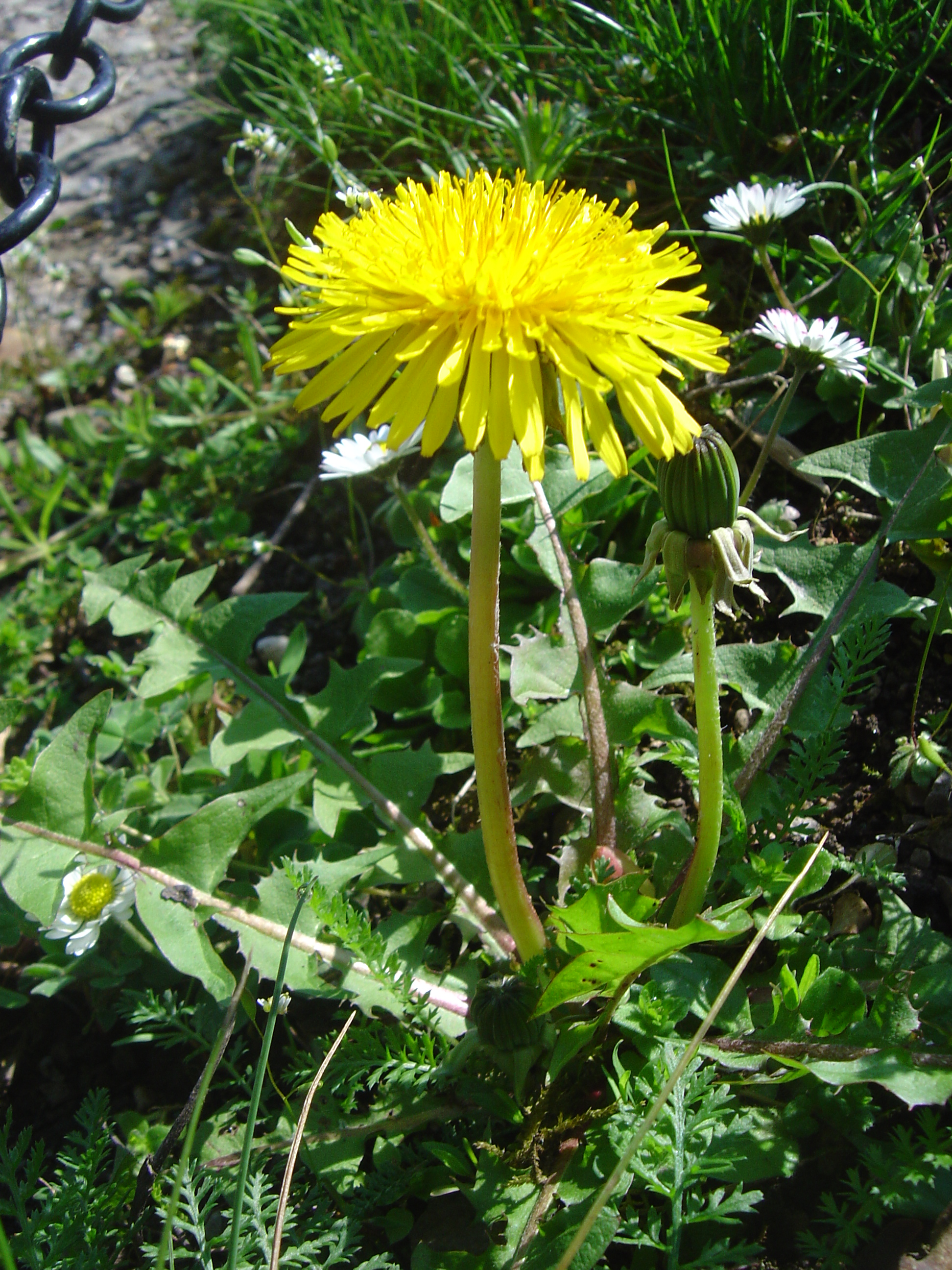
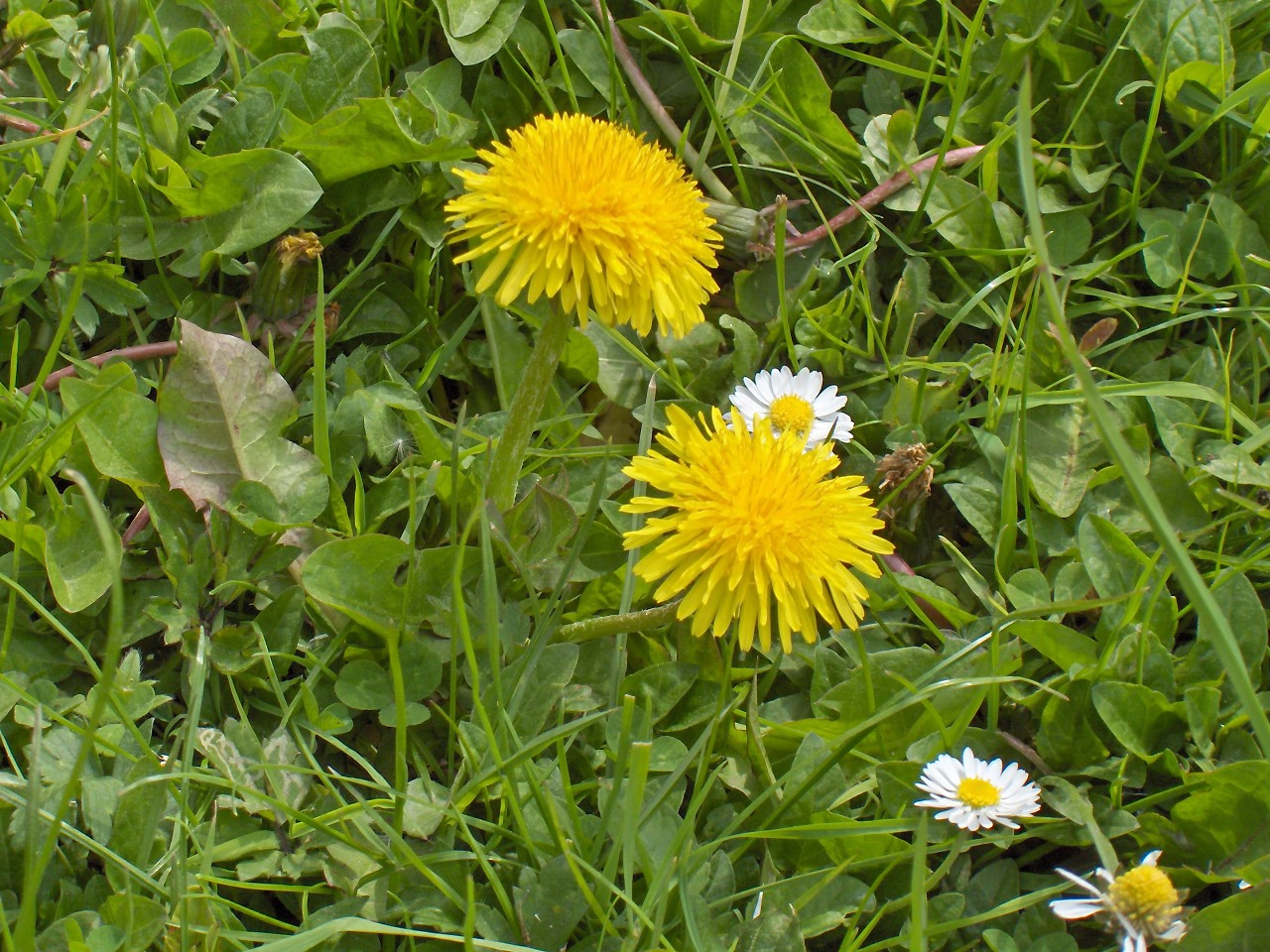
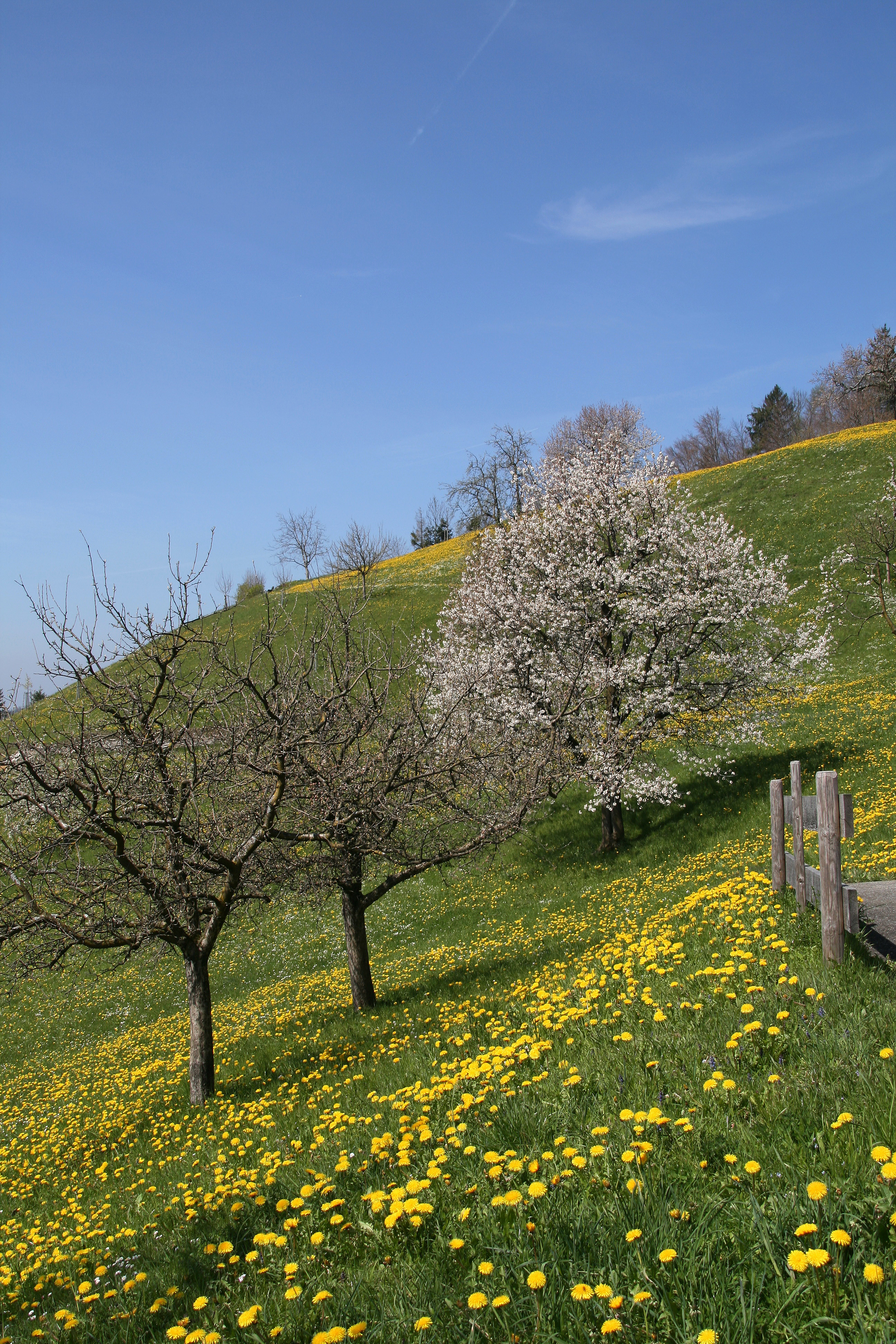
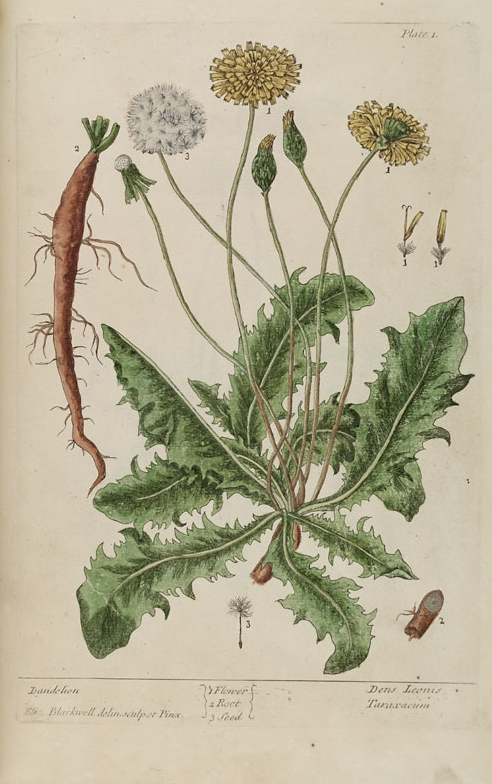

Les espèces sont indéterminées.